# Газизуллин, Фарит Рафикович
Фарит Рафикович Газизуллин (р. 20 сентября 1946 года) — член Совета директоров ОАО «Газпром», бывший министр имущественных отношений Российской Федерации.

## Биография
Родился 20 сентября 1946 года в г. Зеленодольске Татарской АССР.

### Образование и работа
Окончил Горьковский институт инженеров водного транспорта по специальности «инженер-механик» в 1973 году, кандидат философских наук, доктор социологических наук. С 1963 по 1969 год работал слесарем-сборщиком, судосборщиком, техником-нормировщиком, секретарём комитета ВЛКСМ завода им. Горького (г. Зеленодольск).

### Политическая деятельность
С 1969 по 1973 год — первый секретарь Зеленодольского горкома ВЛКСМ. В 1973-1976 гг. — первый секретарь Набережночелнинского горкома ВЛКСМ. С 1976 по 1980 - секретарь Татарского ОК ВЛКСМ. С 1980 по 1984 год — второй секретарь Комсомольского райкома КПСС г. Набережные Челны. С 1984 по 1987 год — председатель исполкома Комсомольского районного Совета. В 1987—1989 гг. — заведующий отделом по комплексному экономическому и социальному развитию Совета Министров Татарской АССР. В 1989—1991 гг. — первый заместитель председателя Госплана Татарской АССР.
С 1991 по 1996 год — первый заместитель председателя Правительства — председатель Государственного комитета по управлению государственным имуществом и промышленности Республики Татарстан. С июня 1996 года — первый заместитель председателя Государственного комитета РФ по управлению государственным имуществом, с сентября 1997 года, после преобразования комитета в министерство, стал первым заместителем министра государственного имущества РФ.
15 ноября 1997 года указом президента России Бориса Ельцина назначен министром государственного имущества РФ.
С декабря 1997 года — заместитель Председателя Правительства РФ, министр государственного имущества РФ, в январе 1999 года подал в отставку, однако в марте 1999 года возвратился к исполнению обязанностей министра.
С мая 2000 года, после изменения названия министерства, занимал пост министра имущественных отношений РФ. В 2004 году Министерство имущественных отношений было упразднено в ходе административной реформы.
Избирался председателем Совета директоров ОАО «Газпром» (1998—1999). До июля 2016 года оставался членом Совета директоров ОАО «Газпром».
В феврале 2016 года стал совладельцем агропромышленного холдинга «Евродон», который являлся крупнейшим в России производителем индейки, а также занимался реализацией инвестиционных птицеводческих проектов. Одновременно реализовал сделку по продаже А1 (подразделение Альфа-Групп) компании Brimstone Investments ltd, которой принадлежало 40% «Евродона».

## Награды
- Орден «Дуслык» (Татарстан, 2016)[2]
- Почётная грамота Правительства Российской Федерации (27 февраля 1999) — за заслуги перед государством и многолетний добросовестный труд